# Dekasegi
Dekasegi è un termine utilizzato in America Latina in riferimento a individui di etnia giapponese emigrati in Giappone sfruttando i vantaggi della cittadinanza di origine per sfuggire agli effetti dell'instabilità economica del Sudamerica. Si tratta per la maggior parte di brasiliani, ma sono interessati da questo fenomeno in misura rilevante anche il Perù e l'Argentina.
Il termine giapponese dekasegi (出稼ぎ) tradotto corrisponde approssimativamente a "lavorare lontano da casa". Tale espressione non è tuttavia ritenuta adatta da coloro che, sebbene nati al di fuori del Giappone, continuano a considerarlo come la loro patria effettiva, venendo tuttavia considerati dai giapponesi "autentici" dei gaijin o stranieri e quindi malvisti.
Approssimativamente vi sono 275 000 individui in Giappone provenienti dal Brasile in questa condizione. Alcuni di essi sono bilingui, conoscendo sia il giapponese che il portoghese, altri sono monolingui, conoscendo solamente il portoghese, incontrando quindi notevoli difficoltà di integrazione e soggetti a episodi di razzismo a causa delle barriere linguistiche e a un senso etico antiquato.
A causa della crisi finanziaria del 2007-2009, numerose persone di cittadinanza brasiliana o di altri Paesi latino-americani hanno perso il loro posto di lavoro nelle industrie, nelle imprese multinazionali e nel settore dei servizi. Il governo giapponese al momento offre 300 000 Yen (circa 3 000 US$) agli emigrati dall'America Latina per ritornare nei loro Paesi di origine. Questa somma comprende una addizionale di 2 000 US$ per ogni membro del nucleo familiare. Tuttavia ciò preclude un eventuale ritorno in Giappone con la nisei visa (aiuti per il ritorno in madrepatria dei Giapponesi nati all'estero) anche qualora l'economia giapponese ritorni a crescere. Ciò ha causato forte disappunto negli immigrati, alcuni dei quali erano vissuti prevalentemente in Giappone.